# Cyriocosmus perezmilesi
Cyriocosmus perezmilesi ist eine Spinne aus der Familie der Vogelspinnen (Theraphosidae). Die Art ist in Bolivien heimisch.
Die englische Trivialbezeichnung von Cyriocosmus perezmilesi lautet Bolivian Dwarf Beauty Tarantula (übersetzt etwa „Bolivianische Zwerg-Schön-Vogelspinne“).

## Merkmale
Cyriocosmus perezmilesi erreicht eine Körperlänge von etwa 15 bis 40 Millimetern. Die Beinspannweite beträgt maximal 50,7 Millimeter. Die Art wird somit wie alle der Gattung zu den Zwergvogelspinnen. Der Carapax (Rückenschild des Prosomas bzw. Vorderkörpers) von Cyriocosmus perezmilesi ist kupferfarben. Hingegen besitzen das Opisthosoma und die Extremitäten eine schwarze Grundfärbung. Das Opisthosoma weist an seinen Flanken vier ebenfalls kupferne Streifen und auf der Dorsalseite ein Herzmal in gleicher Farbgebung auf. Cyriocosmus perezmilesi verfügt über Brennhaare und wird somit zu den bombardierfähigen Vogelspinnen gerechnet.

### Ähnliche Arten

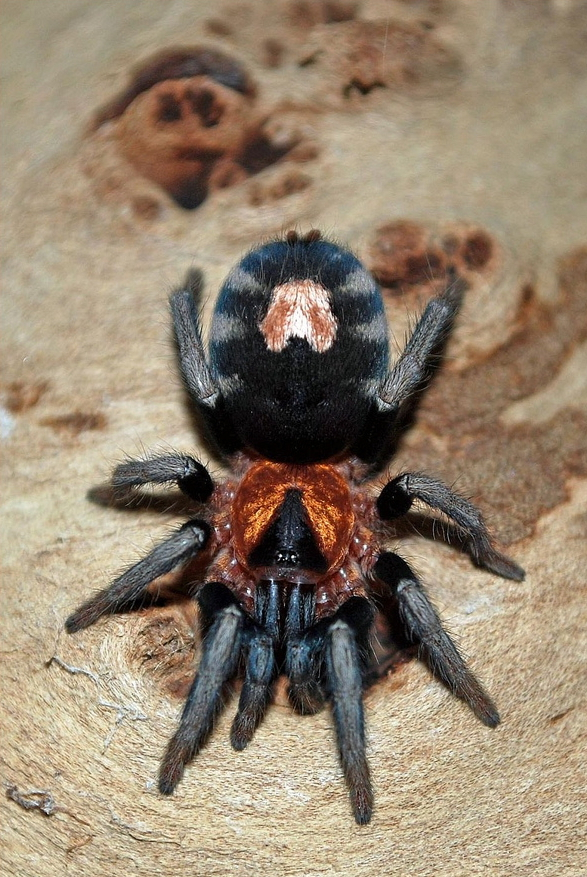
Weibchen der nah verwandten Art Cyriocosmus elegans

Ähnliche Arten finden sich in der Gattung Cyriocosmus. Eine der Arten, die Cyriocosmus perezmilesi sehr ähnlich ist, ist die kleinere Art C. elegans, die eine ähnliche Farbgebung einschließlich der Zeichnung auf dem Opisthosoma aufweist. Eine weitere sehr ähnliche Art ist Cyriocosmus blenginii, die von C. perezmilesi durch die rotbraunen und auf der Distalseite schwarzen Femores und die reduzierte, paraembolische Apophyse beim Männchen unterschieden werden kann.

## Vorkommen

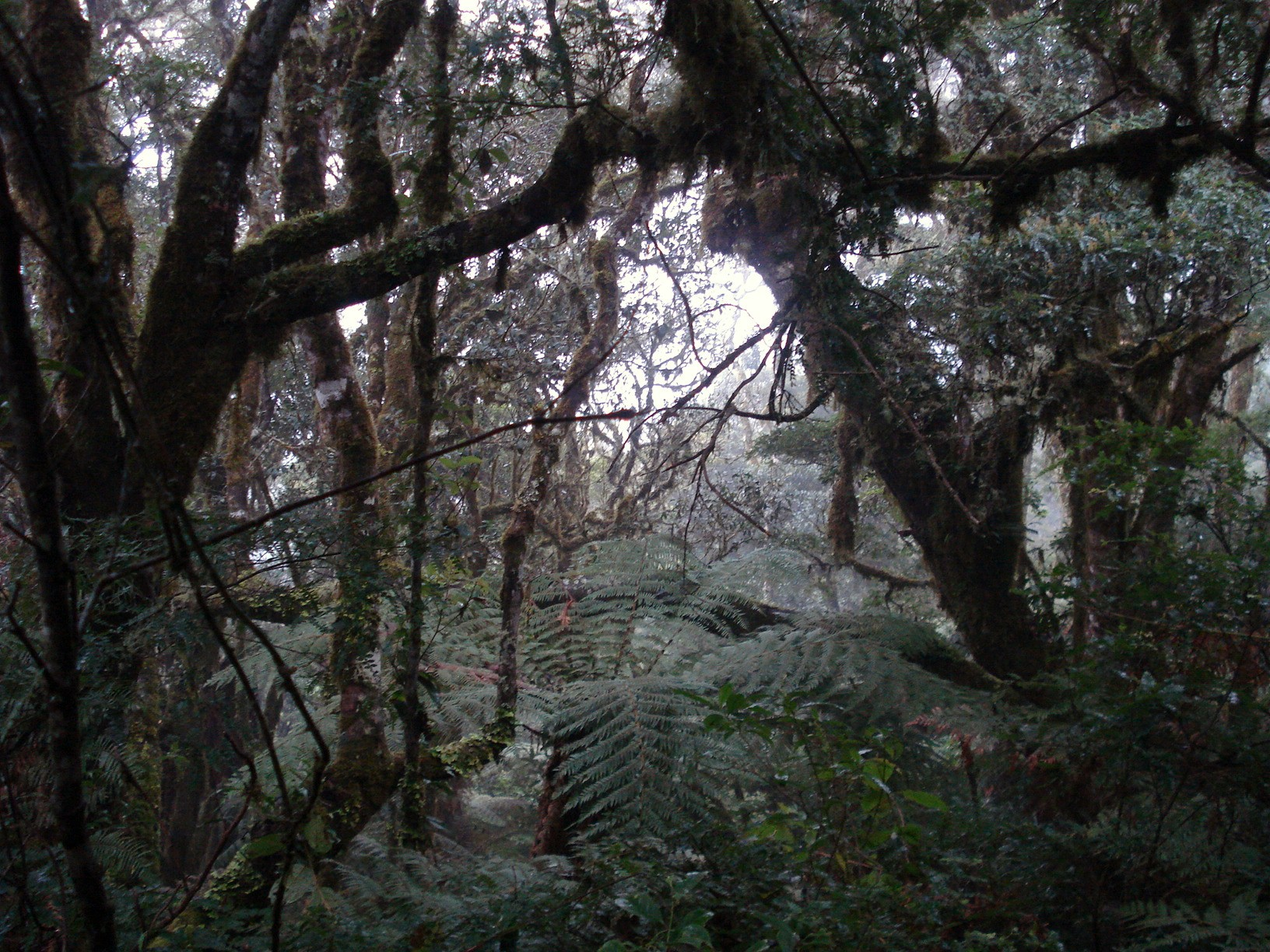
Regenwald im Nationalpark Amboró im bolivianischen Departamento Santa Cruz, einer der Lebensräume von Cyriocosmus perezmilesi.

Cyciocosmus perezmilesi ist in Bolivien endemisch und bewohnt dort mit Vorliebe tropische Regenwälder, meidet aber auch höheres Gelände nicht. Entsprechend ihrer Lebensweise hält sich die Art in ihrem Habitat bevorzugt am Boden auf.

### Bedrohung und Schutz
Über mögliche Bestandsbedrohungen von Cyriocosmus perezmilesi liegen keine Informationen vor, da die Art nicht von der IUCN gewertet wird.

## Lebensweise
Cyriocosmus perezmilesi gehört zu den bodenbewohnenden Vogelspinnen und gräbt wie die meisten Arten der Familie mit dieser Lebensweise Wohnröhren, die dann mit Gespinsten ausgekleidet werden. Ebenso werden nach Möglichkeit auch bereits vorhandene Unterschlüpfe als solche angenommen. Die wie alle Vogelspinnen nachtaktive Art lebt eher versteckt, zeigt sich aber auch am Tag oftmals außerhalb ihres Unterschlupfes zwecks der Suche nach Beutetieren.

### Abwehrverhalten
Cyriocosmus perezmilesi zählt zu den friedlicheren Vogelspinnen und versucht, bei Störungen, etwa bei Begegnung mit einem möglichen Prädatoren (Fressfeind), meist zu fliehen. Seltener verteidigt sich die Art auch durch Bombardieren (Abstreifen der Brennhaare in Richtung des Angreifers) oder durch eine Drohgebärde und bei deren Wirkungslosigkeit durch einen Giftbiss.

### Fortpflanzung und Lebenserwartung
Das Fortpflanzungsverhalten von Cyriocosmus perezmilesi ist mit dem anderer Vogelspinnen identisch und die Paarung selber verläuft zumeist friedlich. Das Weibchen legt etwa 15 bis 20 Tage nach der Paarung einen Eikokon an, der bis zu 118 Eier enthalten kann. Aus diesem schlüpfen zwei bis drei Monate nach dessen Fertigung die Jungtiere. Ein begattetes Weibchen von Cyriocosmus perezmilesi kann, anders als viele andere Vogelspinnen, mehrere Eikokons produzieren.
Die Jungtiere wachsen innerhalb von zwei Jahren heran. Das Weibchen erreicht eine Lebensdauer von maximal 15 Jahren und ist somit wie bei Vogelspinnen üblich langlebiger als das Männchen, das ein Alter von fünf bis sechs Jahren erreichen kann.

## Terraristik
Wie viele andere Vogelspinnen wird auch Cyriocosmus perezmilesi als Heimtier in der Terraristik gehalten. Als positiv wird mitunter vermerkt, dass sich die Spinne auch im Terrarium gut beobachten lässt und ein friedliches Wesen an den Tag legt. Außerdem kann die Art aufgrund ihrer geringen Größe auch in vergleichsweise kleinen Terrarien gehalten werden. Sie verträgt aufgrund der Anpassung an ihre natürlichen Habitate, den Regenwälder bis in höhere Gebirgsregionen, eine größere Spannbreite zwischen höherer und niederer Luftfeuchtigkeit sowie bei den Temperaturen.

## Systematik
Cyriocosmus perezmilesi wurde 2007 von Radan Kaderka bereits unter ihrer heutigen Bezeichnung erstbeschrieben und erhielt weder Synonyme noch erfuhr die Art Umstellungen. Das Typusexemplar wurde nahe dem Fluss Río Beni im kolumbianischen Departamento Beni gefunden. Mit dem Artnamen perezmilesi soll der uruguayische Arachnologe Fernando Pérez-Miles geehrt werden.